# Portrait de Lionel d'Este
Portrait de Lionel d'Este est un tableau peint par Pisanello en 1441. Il est conservé à l'Académie Carrara à Bergame.
Il représente le prince italien Lionel d'Este, marquis de Ferrare et duc de Modène de 1441 à 1450.